# 超速宅急便
超速宅急便（ちょうそくたっきゅうびん）とは、ヤマト運輸が提供していた宅配便サービスの商標およびサービス名である。
2003年（平成15年）に、全日本空輸（ANA Cargo）が羽田-新千歳間の深夜貨物定期便（名称：「ONE」）の運行を開始したことに伴い、宅急便の新サービスとして開始された。貨物機による輸送を使用し、翌日中（概ね午前10時以降）に相手先へ配達を行っていた。
2004年には羽田-佐賀間の定期便就航により、首都圏-九州間での取り扱いも開始した。
書類に加え、小口の機械部品・生鮮食品類の配送にも使われていた。
全日本空輸より、2018年10月28日の冬ダイヤで、深夜貨物便の運休が発表されたため、サービスの安定的な提供が困難であるとの判断から、2018年10月31日をもってサービスを終了した。なお、これに先立って、全日空のボーイング787のロールスロイス製ジェットエンジンの問題による欠航で、2018年7月21日より本サービスの荷受けが停止されていた。

## 取り扱いエリア
- 首都圏（山梨県含む）発→北海道着（旧称：北海道超速宅急便）
- 北海道発→首都圏着、九州発→首都圏着（旧称：関東超速宅急便）
  - 九州発は2008年7月から受け付けていない（宅急便タイムサービスが代替サービスとされている）
- 首都圏発→九州着（旧称：九州超速宅急便）
- 首都圏発→沖縄着

各地域とも、離島・島嶼部地域の発着は取り扱っていなかった。また、宅急便タイムサービスの付加が可能な地域も限定されていた。
東京都（伊豆諸島と小笠原諸島を除く）・神奈川県・千葉県・埼玉県発の場合は、集荷締切時間が夜（18時あるいは19時）であり、宅急便タイムサービスの締切時間（正午前後）後も発送することができた。ただし同サービスの『翌日10時までに配達』は適用されなかった（併用することは可能であるが割高となる）。荷物受け渡しの時間が早ければ、宅急便タイムサービスのみでも翌日10時までに配達された。
なお、本サービスが利用していた全日本空輸の佐賀空港発深夜貨物便（NH8554便）が2008年（平成20年）6月30日限りで運休（NH8553便は運行継続）となったため、同日をもって九州発東京行きのサービスは終了した。

## 留意事項
- クール宅急便、宅急便コレクトサービス、ゴルフ宅急便、スキー宅急便との併用も可能である。但し、ゴルフ・スキー便の往路は利用する2日前までに集荷する必要である。
- 着払いは受け付けていない。
- 貨物機による航空扱いとなるため、花火・ガスボンベ・燃料油・エンジン・磁石、特に電子精密機器（電池付きの携帯電話、プリンター、ゲーム機器、リチウム電池、リチウムイオン二次電池）、ジェットインクの引き受けは不可（航空法73条）。

## 超速料金
超速代金として、別途400円～増であった。
例)宅急便60サイズ(1)×400円＝400円増。80サイズ(2)×400円＝800円増となっていた。